# Diego Ceballos
Diego Marcelo Ceballos (né le 25 mars 1980 à Santa Fe en Argentine) est un footballeur argentin qui évoluait au poste d'attaquant.

## Biographie
Diego Ceballos joue en Argentine, en Équateur, et au Mexique.
Il dispute au cours de sa carrière plus de 100 matchs en première division argentine, et plus de 200 matchs en deuxième division argentine.
Il termine meilleur buteur du tournoi d'ouverture de la deuxième division argentine en 2001, inscrivant 26 buts.
Il joue également 11 matchs en Copa Libertadores, marquant trois buts, et une rencontre en Copa Sudamericana. Il est quart de finaliste de la Copa Libertadores en 2005 avec le CA Banfield.

## Palmarès
Gimnasia y Esgrima (CdU)
- Championnat d'Argentine D2 :
  - Meilleur buteur : 2001 (Ouverture) (26 buts).